# Ulica gen. Romualda Traugutta w Łodzi
Ulica Traugutta w Łodzi – ulica w Łodzi o długości około 560 metrów, łącząca ulicę Piotrkowską z Kilińskiego blisko dworca Łódź Fabryczna w łódzkiej dzielnicy Śródmieście.

## Historia
Ta śródmiejska ulica nosiła nazwę Krótka w 1827 roku, a w 1915 została przemianowana na Kurzestrasse, w latach 1918–1920 na planie była zaznaczana znów jako Krótka. W 1920 roku zyskała patrona Romualda Traugutta. W 1940 roku zmieniono go na Herbert Norkus Strasse, a później na Strasse der 8 Armee. W 1945 roku ulica odzyskała międzywojennego patrona.
Odcinek ulicy położony pomiędzy ulicami Sienkiewicza i Kilińskiego nosił początkowo (od 1888) nazwę Kolejowa, w czasie I wojny światowej Eisenbahnstr (1915–1918), a od 1934 do 1946 Strzelecka (w czasie II wojny światowej Herbert Norkus Str w 1940 i Strasse der 8 Armee w latach 1940–1945). W 1946 ten fragment ulicy uzyskał nazwę Traugutta.
W 1912 roku przy ulicy Traugutta stanął Hotel Savoy, wybudowany w stylu secesyjnym i korzystnie usytuowany w pobliżu dworca Łódź Fabryczna. W 1934 roku na ulicy ułożono kostkę kamienno-betonową, a trzy lata później wykonano betonową podbudowę i wylano asfalt. Jednocześnie mieszkańcy uzyskali dostęp do kanalizacji.
Od 2015 roku część ulicy pomiędzy Piotrkowską a Sienkiewicza pełni rolę woonerfu.

## Ważniejsze obiekty
- Hotel Savoy
- Centrala Handlu Zagranicznego w Łodzi
- Łódzki Dom Kultury

### Dawniej
Przy ulicy znajdowały się:
- Synagoga Majera Palucha w Łodzi (ul. Krótka 6)
- Synagoga Majera Palucha w Łodzi (ul. Krótka 12)
- Synagoga Chaskiela Walmana w Łodzi